# Portugal no Tour de France
O Tour de France estreiou-se em 1903 remontando-se à primeira participação portuguesa  da edição de 1956, quando  Alves Barbosa fez parte do peloton de saída finalizando a prova em décimo lugar. Desde então, os ciclistas portugueses com maior número de participações na ronda francesa têm sido os seguintes:
| Participações | Ciclista          | Edições                                                                       |
| ------------- | ----------------- | ----------------------------------------------------------------------------- |
| 13            | Joaquim Agostinho | 1969, 1970, 1971, 1972, 1973, 1974, 1975, 1977, 1978, 1979, 1980, 1981 e 1983 |
| 8             | Sérgio Paulinho   | 2007, 2009, 2010, 2011, 2012, 2013, 2014 e 2015                               |
| 6             | Acacio da Silva   | 1986, 1987, 1888, 1989, 1990 e 1992                                           |

## Podiums no Tour
Portugal não  tem conseguido nenhuma vitória absoluta no Tour de France ainda que têm conseguido subir ao pódio de Paris em duas  ocasiões ao obter Joaquim Agostinho dois terceiros postos nas edições de 1978 e 1979

## Vencedores de etapa
O primeiro ciclista português que conseguiu uma vitória de etapa no Tour de France foi Joaquim Agostinho quem, na edição de 1969, se impôs na 5ª etapa entre Nancy e Mulhouse. Desde então, e até a edição de 2013, 5 ciclistas têm conseguido um total de 12 vitórias de etapa com o seguinte detalhe:
| Vitórias | Ciclista          | Etapas |
| -------- | ----------------- | --- |
| 4        | Joaquim Agostinho | 1969 - 5ª etapa: Nancy – Mulhouse 1969 - 14ª etapa: La Grande Motte – Revel 1973 - 16ª (b) etapa: Bordéus – Bordéus 1979 – 17ª etapa: Moûtiers – Alpe d'Huez |
| 3        | Acacio da Silva   | 1987 – 3ª etapa: Karlsruhe – Estugarda 1988 – 4ª etapa: Le Mans – Évreux 1989 – 1ª etapa: Luxemburgo – Luxemburgo                                            |
| 3        | Rui Alberto Costa | 2011 – etapa 8ª: Aigurande – Super-Besse Sancy 2013 – etapa 16ª: Vaison-la-Romaine – Gap 2013 – etapa 19ª: Le Bourg d'Oisans – Le Grand Bornand              |
| 1        | Paulo Ferreira    | 1984 – etapa 5ª: Béthune – Cergy-Pontoise |
| 1        | Sérgio Paulinho   | 2010 – etapa 10ª: Chambery – Gap |

## Maillots

### Maillot amarelo
O maillot amarelo é a prenda que identifica o líder da classificação geral da prova. Criou-se em 1919 e sua cor foi uma homenagem ao periódico L’Auto cujas folhas eram amarelas. O primeiro, e único, ciclista português que o a vestiu  foi Acacio da Silva quem na edição de 1989 o levou durante 4 dias.